# ジョン・ダウド
ジョン・マグワイア・ダウド（John Maguire Dowd、1941年2月11日 - ）はアメリカ合衆国の弁護士。

## 経歴
野球選手ピート・ローズの賭博に関するレポートで知られる。
2017年からドナルド・トランプ大統領のロシアゲート問題の弁護団長だったが2018年に退任。